# Insulinresistens
Insulinresistens är ett tillstånd när kroppens celler inte lyckas tillgodogöra sig insulin, varvid symtom uppkommer som påminner om insulinbrist trots normala eller höga nivåer insulin i blodet. Med insulinresistens ökar risken för att utveckla diabetes typ 2, metabola syndromet, och hjärt- och kärlsjukdomar.
Det finns många olika situationer som kan orsaka insulinresistens, eftersom det kan binda till och verka genom både insulinreceptorer och receptorn för IGF-1. När resistens har utvecklats, har någon signalöverföring i målcellerna störts. Som regel ökar insulinproduktionen vid resistens för att kompensera bristande signalering. Dock påverkar också andra faktorer än insulinsignalerna mängden insulin som kommer att produceras, nämligen mängden och omsättningen av glukos, fria fettsyror, fettvävens hormoner, och glukagonliknande peptider. Cellernas försämrade förmåga att vidarebefordra insulinets signaler kan ha genetiska förklaringar, eller bero på defekter i målcellerna, autoantikroppar mot insulin, med mera. Fetma leder till att cellerna får fler insulinreceptorer. Östrogen är betydelsefull för glukosomsättningen, och forskning tyder på att östradiol kan ha en skyddande effekt mot insulinresistens. Ett samband finns emellertid också mellan insulinresistens och låga testosteronnivåer hos män.
En person med insulinresistens lider typiskt av fetma, med en stor andel viskeralt fett, det vill säga bukfetma. Blodprov visar höga nivåer triglycerider, låga nivåer HDL ("det goda kolesterolet"),  höga nivåer insulin (hyperinsulinemi), och höga nivåer blodsocker (hyperglykemi). Det är vanligt med högt blodtryck.
Ändrad livsstil förbättrar tillståndet. Detta innefattar viktminskning, träning, rökstopp för rökare, och bättre matvanor. Det finns också läkemedel mot insulinresistens.